# Brendan Cahill

Bischofswappen von Brendan John Cahill

Brendan Cahill (* 28. November 1963 in Coral Gables, Florida) ist ein US-amerikanischer Geistlicher und römisch-katholischer Bischof von Victoria in Texas.

## Leben
Brendan Cahil besuchte das Saint Mary’s Seminary und studierte Psychologie und Theologie an der University of Saint Thomas in Houston, wo er mit dem Master of Divinity abschloss. Er empfing am 19. Mai 1990 die Priesterweihe für das Erzbistum Galveston-Houston.
Nach der Priesterweihe war er als Kaplan in Houston und Spring tätig. In dieser Zeit erwarb er einen Mastergrad in Afroamerikastudien an der Xavier University of Louisiana in New Orleans. Von 1994 bis 1998 hielt er sich zu weiterführenden Studien in Rom auf. An der Päpstlichen Universität Gregoriana erwarb er 1996 das Lizenziat in Dogmatik und wurde 1999 zum Doctor theologiae promoviert.
Ab 1998 lehrte er am Saint Mary’s Seminary, dessen Regens er von 2001 bis 2010 war. Anschließend leitete er bis 2014 das erzbischöfliche Sekretariat für die Ausbildung und den Einsatz der Geistlichen. Seit 2014 war er Bischofsvikar für den Klerus.
Papst Franziskus ernannte ihn am 23. April 2015 zum Bischof von Victoria in Texas. Die Bischofsweihe spendete ihm der Erzbischof von Galveston-Houston, Daniel Kardinal DiNardo, am 29. Juni desselben Jahres. Mitkonsekratoren waren dessen Vorgänger, Erzbischof Joseph Anthony Fiorenza, und sein Vorgänger als Bischof von Victoria in Texas, David Eugene Fellhauer.